# Olof den heliges hjälm och sporrar

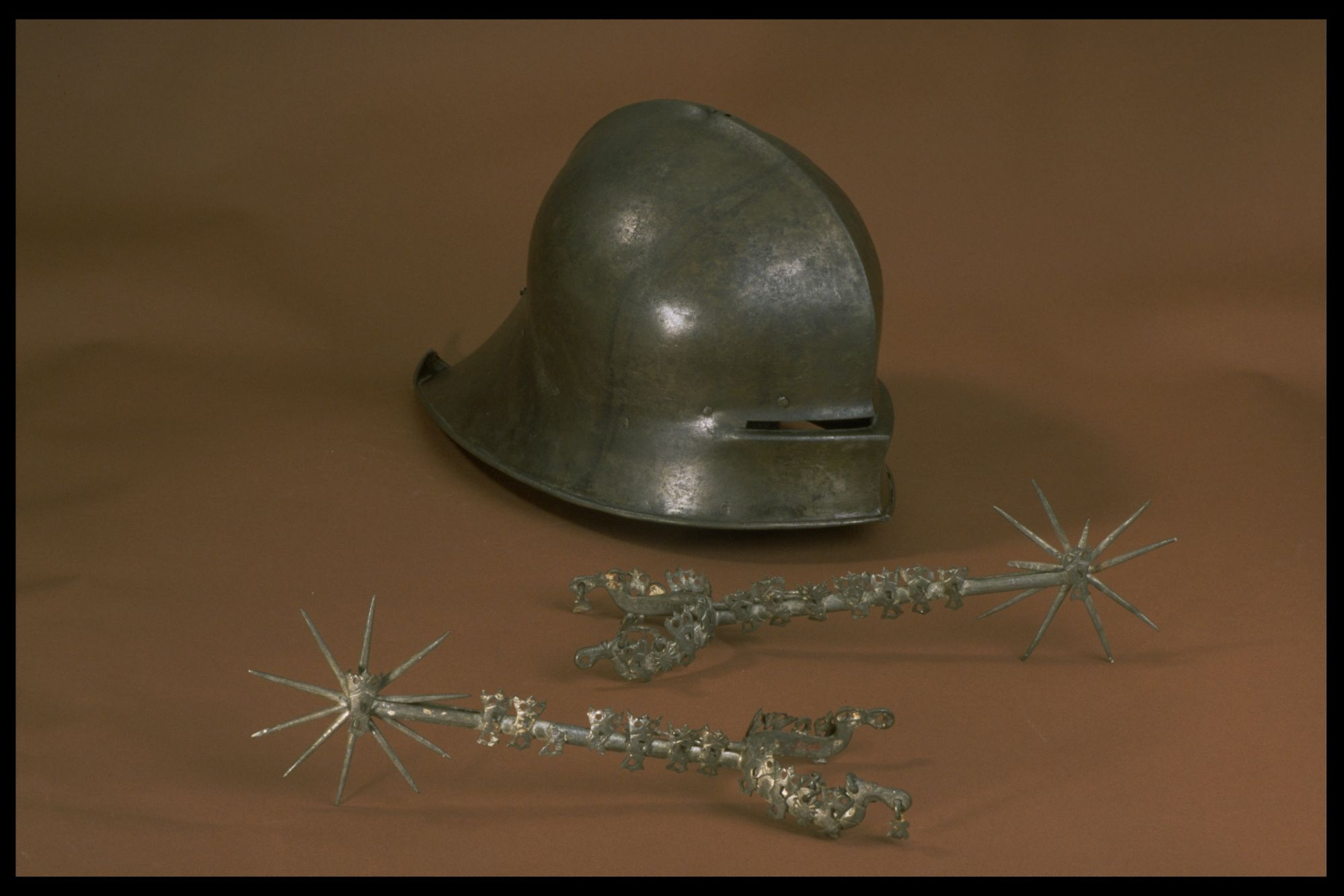
Olof den heliges hjälm och sporrar.

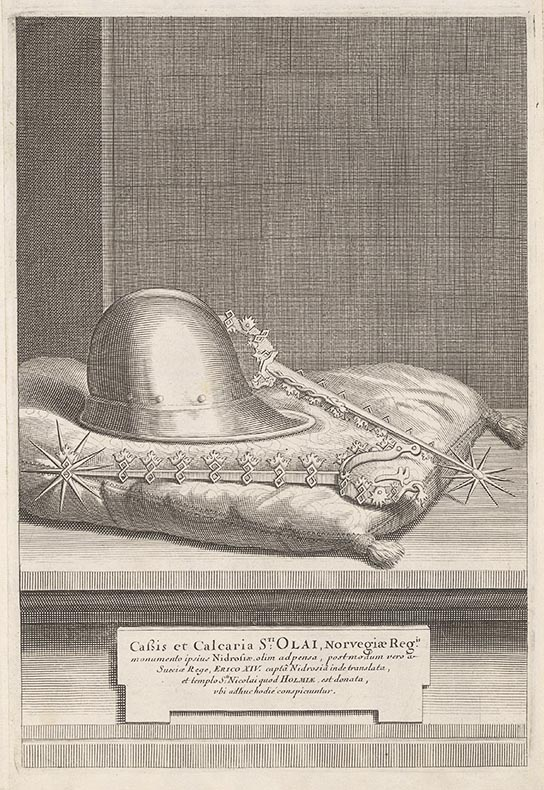
Olof den heliges hjälm och sporrar, avbildade i Suecia antiqua et hodierna 1669.

Olof den heliges hjälm och sporrar är Sveriges äldsta bevarade troféer, erövrade 1564 vid det nordiska sjuårskriget från Trondheim för Erik XIV av hans befälhavare Claude Collart.

## Historik
De påstådda relikerna härstammar inte från Olof den heliges tid på 1000-talet, utan har daterats till 1400-talets senaste fjärdedel. Hjälmen är av typen salad och förmodligen av flanderskt eller sydtyskt ursprung, medan sporrarna förmodas vara tillverkade i Danmark.
Föremålens tidiga öden är okända, men de förmodas av sedermera riksantikvarien Bengt Thordeman ha förvarats i Olof den heliges gravkyrka Nidarosdomen fram till den norska reformationen 1537. Därefter befanns troféerna troligen på Steinvikholms slott utanför Trondheim innan de togs därifrån av Collarts män 1564.
Troféerna överlämnades efter hemkomsten till Storkyrkan i Stockholm. På 1660-talets förlänades de som några av mycket få lösören en egen plansch i stormaktstidens stora propagandaverk Suecia antiqua et hodierna. Så småningom deponerades de 1866 till samlingarna på Statens historiska museum.